# Kim Kun-Soo
Kim Kun-Soo (en coreano: 김건수; 13 de septiembre de 1965) es un deportista surcoreano que compitió en judo.
Ganó de dos medallas en el Campeonato Mundial de Judo en los años 1989 y 1991, y una medalla en el Campeonato Asiático de Judo de 1991. En los Juegos Asiáticos de 1990 consiguió dos medallas.

## Palmarés internacional
| Campeonato Mundial  | Campeonato Mundial    | Campeonato Mundial | Campeonato Mundial |
| Año                 | Lugar                 | Medalla            | Categoría          |
| ------------------- | --------------------- | ------------------ | ------------------ |
| 1989                | Belgrado (Yugoslavia) | Medalla de bronce  | Abierta            |
| 1991                | Barcelona (España)    | Medalla de bronce  | +95 kg             |
| Juegos Asiáticos    |                       |                    |                    |
| Año                 | Lugar                 | Medalla            | Categoría          |
| 1990                | Pekín (China)         | Medalla de plata   | Abierta            |
| 1990                | Pekín (China)         | Medalla de bronce  | +95 kg             |
| Campeonato Asiático |                       |                    |                    |
| Año                 | Lugar                 | Medalla            | Categoría          |
| 1991                | Osaka (Japón)         | Medalla de oro     | +95 kg             |